# 무위군
무위군(武威郡)은 중국의 옛 군으로, 하서 4군 중 하나다. 대략 현대의 우웨이 시 지역이다.

## 전한
원수 2년(기원전 121년) 곽거병이 흉노의 혼야왕과 휴저왕을 격파하자 혼야왕이 휴저왕을 죽이고 휴저왕의 무리와 함께 투항하면서 한나라가 혼야왕과 휴저왕의 땅에 설치한 하서 4군 중 하나로, 휴저왕의 옛 땅에 설치됐다. 설치된 시기는 한서 지리지의 주석에 따르면 태초 4년(기원전 101년), 무제기에 따르면 원수 2년(기원전 121년)에 설치됐다. 거연한간에서 원봉 3년(기원전 78년) 금성·장액·주천·돈황만을 언급한 죽간이 있고, 또 지절 2년(기원전 68년) 장액군의 견수후방(肩水候房)이 무위군의 속현인 고장현을 관할한 죽간이 있으므로 실제 무위군의 설치는 선제 재위 중으로 추측된다. 한서 곽광전에 최초의 무위태수 왕한(王漢)이 언급되는데 같은 해 범명우가 광록훈이 됐다고 하며, 범명우가 광록훈이 된 것은 지절 3년(기원전 67년)이므로 곧 무위태수, 무위군은 기원전 67년과 68년 사이에 설치된 것이다. 속현 중 장액군에 있어야 마땅할 장액현이 있는 것으로 보아 장액군을 분할해 설치된 것이다.
원시 2년(2년)의 인구조사에 따르면 1만 7581호, 7만 6419명이 있었다. 아래의 속현 목록은 한서 지리지의 순서를 따르며, 일반적으로 첫 현이 군의 치소이다.
| 현명   | 한자   | 대략적 위치                  | 비고                                                                                                   |
| ------ | ------ | ---------------------------- | --- |
| 고장현 | 姑臧縣 | 우웨이시                     | 남쪽에 산이 있어 곡수(谷水)가 발원하고, 북쪽으로 무위현에 이르러 바다로 들어간다. 길이는 총 790리이다. |
| 장액현 | 張掖縣 | 우웨이시 구랑 현 북서        | |
| 무위현 | 武威縣 | 우웨이시 민친 현 북동        | 휴저택(休屠澤)이 동북에 있는데 옛 글에는 저야택(豬野澤)이라 한다.                                      |
| 휴저현 | 休屠縣 | 우웨이시 북                  | 웅수장(熊水障)에 도위의 치소가 있다. 휴저성(休屠城)에 북부도위의 치소가 있다.                          |
| 저자현 | 揟次縣 | 우웨이시 구랑 현 북?         | |
| 난조현 | 鸞烏縣 | 우웨이시 남                  | |
| 박환현 | 撲𠟼縣 | 우웨이시 구랑 현 북동        | |
| 온위현 | 媼圍縣 | 란저우시 가오란 현 북서 일대 | |
| 창송현 | 蒼松縣 | 우웨이시 남동                | 남쪽에 산이 있어 송섬수(柗陜水)가 발원해 북쪽으로 저자현에 이르러 바다로 들어간다.                     |
| 선위현 | 宣威縣 | 우웨이시 민친 현 남서        | |

## 신나라
군의 이름을 장액(張掖)으로 고치고 다음 현의 이름을 고쳤다.
| 전한       | 신         |
| ---------- | ---------- |
| 휴저(休屠) | 안연(晏然) |
| 저자(揟次) | 파덕(播德) |
| 박환(撲𠟼) | 부로(敷虜) |
| 창송(蒼松) | 사초(射楚) |

## 태수

### 후한
- 양통
- 마원(광무제 시기): 농서태수에서 전임되었다.